# Station Saint-Pierre-d'Aurillac
Station Saint-Pierre-d'Aurillac is een spoorweghalte in de Franse gemeente Saint-Pierre-d'Aurillac. Zij wordt bediend door treinen van het netwerk TER Nouvelle-Aquitaine op het traject Bordeaux - Agen.